# World RX de Finlandia 2020
El World RX de Finlandia 2020, oficialmente CapitalBox World RX of Finland fue la tercera y cuarta prueba de la Temporada 2020 del Campeonato Mundial de Rallycross. Se celebró el fin de semana del 29 al 30 de agosto de 2020 en el Tykkimäen Moottorirata ubicado en la localidad de Kouvola, Kymenlaakso, Finlandia.
Debido a la Pandemia de Coronavirus, varias rondas del campeonato fueron canceladas, por esa razón los organizadores del campeonato propusieron la idea de una segunda ronda en un mismo evento, el World RX de Finlandia fue una de la rondas escogidas para tener una ronda extra.
La tercera ronda fue ganada por el sueco Johan Kristoffersson quien consiguió la vigesimosegunda victoria de su carrera a bordó de su Volkswagen Polo R, fue acompañado en el podio por el local Juha Rytkönen quien en su primera carrera en la categoría consiguió su primer podio y por el sueco Timmy Hansen.
La cuarta ronda fue ganada por el local Niclas Grönholm quien consiguió la tercera victoria de su carrera a bordó de su Hyundai i20, fue acompañado en el podio por el sueco Mattias Ekström y por su compañero de equipo, el ruso Timur Timerzyanov.

## Ronda 3

### Series
| Pos.                                                                      | No. | Piloto               | Equipo                          | Auto                | Q1  | Q2  | Q3  | Pts |
| ------------------------------------------------------------------------- | --- | -------------------- | ------------------------------- | ------------------- | --- | --- | --- | --- |
| 1                                                                         | 3   | Johan Kristoffersson | Kristoffersson Motorsport       | Volkswagen Polo R   | 1º  | 1º  | 1º  | 16  |
| 2                                                                         | 5   | Mattias Ekström      | KYB Team JC                     | Audi S1             | 2º  | 2º  | 8º  | 15  |
| 3                                                                         | 1   | Timmy Hansen         | Team Hansen                     | Peugeot 208         | 3   | 4º  | 5º  | 14  |
| 4                                                                         | 177 | Juha Rytkönen        | GRX Set                         | Hyundai i20         | 4º  | 6º  | 4º  | 13  |
| 5                                                                         | 68  | Niclas Grönholm      | GRX Taneco Team                 | Hyundai i20         | 5º  | 5º  | 7º  | 12  |
| 6                                                                         | 4   | Robin Larsson        | KYB Team JC                     | Audi S1             | 9º  | 10º | 2º  | 11  |
| 7                                                                         | 13  | Andreas Bakkerud     | Monster Energy GCK RX Cartel    | Renault Mégane R.S. | 6º  | 3º  | 10º | 10  |
| 8                                                                         | 9   | Kevin Hansen         | Team Hansen                     | Peugeot 208         | 10º | 8º  | 3º  | 9   |
| 9                                                                         | 7   | Timur Timerzyanov    | GRX Taneco Team                 | Hyundai i20         | 12º | 11º | 6º  | 8   |
| 10                                                                        | 44  | Timo Scheider        | ALL-INKL.COM Münnich Motorsport | SEAT Ibiza          | 7º  | 7º  | 17º | 7   |
| 11                                                                        | 92  | Anton Marklund       | GCK Bilstein                    | Renault Mégane R.S. | 11º | 9º  | 16º | 6   |
| 12                                                                        | 22  | Jere Kalliokoski     | Kalliokoski Motorsport          | Ford Fiesta         | 14º | 16º | 9º  | 5   |
| 13                                                                        | 73  | Tamás Kárai          | Karai Motorsport Sportegyesület | Audi S1             | 17º | 12º | 11º | 4   |
| 14                                                                        | 36  | Guerlain Chicherit   | Unkorrupted                     | Renault Clio R.S.   | 16º | 13º | 12º | 3   |
| 15                                                                        | 11  | Jani Paasonen        | Ferratum Team                   | Ford Fiesta         | 15º | 15º | 14º | 2   |
| 16                                                                        | 77  | René Münnich         | ALL-INKL.COM Münnich Motorsport | SEAT Ibiza          | DNF | 14º | 13º | 1   |
| 17                                                                        | 69  | Kevin Abbring        | Unkorrupted                     | Renault Clio R.S.   | 13º | 17º | DNF |     |
| 18                                                                        | 65  | Atro Määttä          | Atro Määttä                     | Ford Fiesta         | 18º | 18º | 15º |     |
| 19                                                                        | 33  | Liam Doran           | Monster Energy GCK RX Cartel    | Renault Mégane R.S. | 8   | DNF | DNF |     |
| Reporte Oficial Archivado el 10 de septiembre de 2020 en Wayback Machine. |     |                      |                                 |                     |     |     |     |     |

### Semifinales
Semifinal 1
| Pos.                                                                      | No. | Piloto               | Equipo                       | Tiempo     | Pts |
| ------------------------------------------------------------------------- | --- | -------------------- | ---------------------------- | ---------- | --- |
| 1                                                                         | 3   | Johan Kristoffersson | Kristoffersson Motorsport    | 04:07.786  | 6   |
| 2                                                                         | 1   | Timmy Hansen         | Team Hansen                  | +1.610     | 5   |
| 3                                                                         | 68  | Niclas Grönholm      | GRX Taneco Team              | +1.825     | 4   |
| 4                                                                         | 13  | Andreas Bakkerud     | Monster Energy GCK RX Cartel | +3.372     | 3   |
| 5                                                                         | 7   | Timur Timerzyanov    | GRX Taneco Team              | +5.894     | 2   |
| 6                                                                         | 92  | Anton Marklund       | GCK Bilstein                 | +4 vueltas | 1   |
| Reporte Oficial Archivado el 10 de septiembre de 2020 en Wayback Machine. |     |                      |                              |            |     |

Semifinal 2
| Pos.                                                                      | No. | Piloto           | Equipo                          | Tiempo     | Pts |
| ------------------------------------------------------------------------- | --- | ---------------- | ------------------------------- | ---------- | --- |
| 1                                                                         | 177 | Juha Rytkönen    | GRX Set                         | 04:08.628  | 6   |
| 2                                                                         | 9   | Kevin Hansen     | Team Hansen                     | +1.719     | 5   |
| 3                                                                         | 44  | Timo Scheider    | ALL-INKL.COM Münnich Motorsport | +2.499     | 4   |
| 4                                                                         | 22  | Jere Kalliokoski | Kalliokoski Motorsport          | +7.788     | 3   |
| 5                                                                         | 4   | Robin Larsson    | KYB Team JC                     | +1 vuelta  | 2   |
| 6                                                                         | 5   | Mattias Ekström  | KYB Team JC                     | +5 vueltas | 1   |
| Reporte Oficial Archivado el 10 de septiembre de 2020 en Wayback Machine. |     |                  |                                 |            |     |

### Final
| Pos.                                                                      | No. | Piloto               | Equipo                          | Tiempo    | Pts |
| ------------------------------------------------------------------------- | --- | -------------------- | ------------------------------- | --------- | --- |
| 1                                                                         | 3   | Johan Kristoffersson | Kristoffersson Motorsport       | 04:04.669 | 8   |
| 2                                                                         | 177 | Juha Rytkönen        | GRX Set                         | +3.110    | 5   |
| 3                                                                         | 1   | Timmy Hansen         | Team Hansen                     | +4.062    | 4   |
| 4                                                                         | 68  | Niclas Grönholm      | GRX Taneco Team                 | +4.293    | 3   |
| 5                                                                         | 44  | Timo Scheider        | ALL-INKL.COM Münnich Motorsport | +5.327    | 2   |
| 6                                                                         | 9   | Kevin Hansen         | Team Hansen                     | +6.635    | 1   |
| Reporte Oficial Archivado el 10 de septiembre de 2020 en Wayback Machine. |     |                      |                                 |           |     |

## Ronda 4

### Series
| Pos.                                                                      | No. | Piloto               | Equipo                          | Auto                | Q1  | Q2  | Q3  | Pts |
| ------------------------------------------------------------------------- | --- | -------------------- | ------------------------------- | ------------------- | --- | --- | --- | --- |
| 1                                                                         | 3   | Johan Kristoffersson | Kristoffersson Motorsport       | Volkswagen Polo R   | 1º  | 14º | 1º  | 16  |
| 2                                                                         | 68  | Niclas Grönholm      | GRX Taneco Team                 | Hyundai i20         | 8º  | 1º  | 4º  | 15  |
| 3                                                                         | 5   | Mattias Ekström      | KYB Team JC                     | Audi S1             | 3º  | 4º  | 6º  | 14  |
| 4                                                                         | 1   | Timmy Hansen         | Team Hansen                     | Peugeot 208         | 2º  | 13º | 3º  | 13  |
| 5                                                                         | 13  | Andreas Bakkerud     | Monster Energy GCK RX Cartel    | Renault Mégane R.S. | 5º  | 11º | 2º  | 12  |
| 6                                                                         | 9   | Kevin Hansen         | Team Hansen                     | Peugeot 208         | 7º  | 2º  | 9º  | 11  |
| 7                                                                         | 177 | Juha Rytkönen        | GRX Set                         | Hyundai i20         | 4º  | 6º  | 7º  | 10  |
| 8                                                                         | 44  | Timo Scheider        | ALL-INKL.COM Münnich Motorsport | SEAT Ibiza          | 6º  | 9º  | 8º  | 9   |
| 9                                                                         | 4   | Robin Larsson        | KYB Team JC                     | Audi S1             | 9º  | 7º  | 10º | 8   |
| 10                                                                        | 7   | Timur Timerzyanov    | GRX Taneco Team                 | Hyundai i20         | 11º | 3º  | 14º | 7   |
| 11                                                                        | 92  | Anton Marklund       | GCK Bilstein                    | Renault Mégane R.S. | 10º | 10º | 11º | 6   |
| 12                                                                        | 22  | Jere Kalliokoski     | Kalliokoski Motorsport          | Ford Fiesta         | 12º | 5º  | 16º | 5   |
| 13                                                                        | 69  | Kevin Abbring        | Unkorrupted                     | Renault Clio R.S.   | 15º | 8º  | 12º | 4   |
| 14                                                                        | 33  | Liam Doran           | Monster Energy GCK RX Cartel    | Renault Mégane R.S. | 13º | DNF | 5º  | 3   |
| 15                                                                        | 36  | Guerlain Chicherit   | Unkorrupted                     | Renault Clio R.S.   | 14º | 15º | 13º | 2   |
| 16                                                                        | 73  | Tamás Kárai          | Karai Motorsport Sportegyesület | Audi S1             | 17º | 12º | 15º | 1   |
| 17                                                                        | 11  | Jani Paasonen        | Ferratum Team                   | Ford Fiesta         | 16º | 17º | DNF |     |
| 18                                                                        | 65  | Atro Määttä          | Atro Määttä                     | Ford Fiesta         | 18º | DNF | 17º |     |
| 19                                                                        | 77  | René Münnich         | ALL-INKL.COM Münnich Motorsport | SEAT Ibiza          | 19º | 16º | DNF |     |
| Reporte Oficial Archivado el 10 de septiembre de 2020 en Wayback Machine. |     |                      |                                 |                     |     |     |     |     |

### Semifinales
Semifinal 1
| Pos.                                                                      | No. | Piloto               | Equipo                       | Tiempo    | Pts |
| ------------------------------------------------------------------------- | --- | -------------------- | ---------------------------- | --------- | --- |
| 1                                                                         | 3   | Johan Kristoffersson | Kristoffersson Motorsport    | 04:46.451 | 6   |
| 2                                                                         | 5   | Mattias Ekström      | KYB Team JC                  | +2.400    | 5   |
| 3                                                                         | 13  | Andreas Bakkerud     | Monster Energy GCK RX Cartel | +12.457   | 4   |
| 4                                                                         | 177 | Juha Rytkönen        | GRX Set                      | +15.852   | 3   |
| 5                                                                         | 4   | Robin Larsson        | KYB Team JC                  | +16.389   | 2   |
| 6                                                                         | 92  | Anton Marklund       | GCK Bilstein                 | +39.462   | 1   |
| Reporte Oficial Archivado el 11 de septiembre de 2020 en Wayback Machine. |     |                      |                              |           |     |

Semifinal 2
| Pos.                                                                      | No. | Piloto            | Equipo                          | Tiempo    | Pts |
| ------------------------------------------------------------------------- | --- | ----------------- | ------------------------------- | --------- | --- |
| 1                                                                         | 68  | Niclas Grönholm   | GRX Taneco Team                 | 04:57.733 | 6   |
| 2                                                                         | 1   | Timmy Hansen      | Team Hansen                     | +2.575    | 5   |
| 3                                                                         | 7   | Timur Timerzyanov | GRX Taneco Team                 | +2.983    | 4   |
| 4                                                                         | 9   | Kevin Hansen      | Team Hansen                     | +3.043    | 3   |
| 5                                                                         | 44  | Timo Scheider     | ALL-INKL.COM Münnich Motorsport | +6.182    | 2   |
| 6                                                                         | 22  | Jere Kalliokoski  | Kalliokoski Motorsport          | +10.504   | 1   |
| Reporte Oficial Archivado el 11 de septiembre de 2020 en Wayback Machine. |     |                   |                                 |           |     |

### Final
| Pos.                                                                      | No. | Piloto               | Equipo                       | Tiempo    | Pts |
| ------------------------------------------------------------------------- | --- | -------------------- | ---------------------------- | --------- | --- |
| 1                                                                         | 68  | Niclas Grönholm      | GRX Taneco Team              | 05:05.975 | 8   |
| 2                                                                         | 5   | Mattias Ekström      | KYB Team JC                  | +0.394    | 5   |
| 3                                                                         | 7   | Timur Timerzyanov    | GRX Taneco Team              | +1.348    | 4   |
| 4                                                                         | 3   | Johan Kristoffersson | Kristoffersson Motorsport    | +1.652    | 3   |
| 5                                                                         | 1   | Timmy Hansen         | Team Hansen                  | +2.066    | 2   |
| 6                                                                         | 13  | Andreas Bakkerud     | Monster Energy GCK RX Cartel | +7.508    | 1   |
| Reporte Oficial Archivado el 11 de septiembre de 2020 en Wayback Machine. |     |                      |                              |           |     |

## Campeonato tras las pruebas
Estadísticas Supercar
| Pos | Piloto               | Pts | Dif |
| --- | -------------------- | --- | --- |
| 1   | Johan Kristoffersson | 111 |     |
| 2   | Mattias Ekström      | 94  | +17 |
| 3   | Niclas Grönholm      | 76  | +35 |
| 4   | Timmy Hansen         | 70  | +41 |
| 5   | Kevin Hansen         | 64  | +47 |

- Nota: Solamente se incluyen las cinco posiciones principales.